# Елизабетвил (Пенсилванија)
Елизабетвил (енгл. Elizabethville) град је у америчкој савезној држави Пенсилванија.

## Демографија
По попису из 2010. године број становника је 1.510, што је 166 (12,4%) становника више него 2000. године.
| Група             | 2000.         | 2010.         |
| Белци             | 1.304 (97,0%) | 1.468 (97,2%) |
| Афроамериканци    | 4 (0,3%)      | 6 (0,4%)      |
| Азијати           | 12 (0,9%)     | 10 (0,7%)     |
| Хиспаноамериканци | 16 (1,2%)     | 10 (0,7%)     |
| Укупно            | 1.344         | 1.510         |